# (5348) Kennoguchi
(5348) Kennoguchi – planetoida z pasa głównego okrążająca Słońce w ciągu 4 lat i 245 dni w średniej odległości 2,79 j.a. Została odkryta 16 stycznia 1988 roku w obserwatorium w Chiyoda przez Takuo Kojimę. Nazwa planetoidy pochodzi od Kena Noguchi (ur. ok. 1973), japońskiego himalaisty. Przed nadaniem nazwy planetoida nosiła oznaczenie tymczasowe (5348) 1988 BB.